# Paul Proust
Pour les articles homonymes, voir Proust (homonymie).
Paul-Louis-Isidore Proust, né le 10 avril 1882 à Ouzouer-le-Marché (Loir-et-Cher) et mort le 24 octobre 1914 à Saint-Nicolas-lez-Arras (Pas-de-Calais), est un homme politique français. Il est le fils d’Auguste Proust, maire et conseiller général d’Ugine, élu député entre 1901 et 1906.
Avocat à Paris, Paul Proust est élu conseiller général d’Ugine en 1907 à 25 ans, puis député de l’arrondissement de Chambéry-nord en 1914, à 32 ans. Comme son père, il est conservateur. Mais Paul Proust meurt dans la première année de son mandat ; il est tué au combat le 24 octobre 1914 à Saint-Nicolas-lez-Arras (Pas-de-Calais). Paul Proust était alors sergent au 97e régiment d'infanterie.